# John Stubblefield
John Stubblefield (* 4. Februar 1945 in Little Rock, Arkansas; † 4. Juli 2005 in der Bronx, New York) war ein amerikanischer Jazz-Tenorsaxophonist und Flötist.

## Leben und Wirken
John Stubblefield lernte als Kind zunächst Klavier, wechselte dann zum Saxophon, zog später nach Chicago, wo er Ende der 1960er Jahre im AACM-Umfeld mit Musikern wie Joseph Jarman oder Lester Bowie arbeitete. 1971 zog er nach New York und arbeitete mit Charles Mingus (Jazz in Detroit/Strata Concert Gallery/46 Selden, 1973) und McCoy Tyner. 1972 wirkte er an Anthony Braxtons Produktion Town Hall (Trio & Quartet) 1972 mit, 1973 spielte er bei Abdullah Ibrahim (Africa Space Program) und 1974 spielte er kurz in der Miles Davis Band, wo er auf dem Titel Calypso Frelimo zu hören ist, veröffentlicht 1974 auf dem Album Get Up with It. 1976 war er Mitglied der Band von Nat Adderley.
In den 1980er Jahren hatte er eigene Formationen; seit 1984 nahm er Alben unter eigenem Namen, meist für das Enja-Label mit Musikern wie Geri Allen, Cecil Bridgewater, Mulgrew Miller, Charnett Moffett, Hamiet Bluiett, Rufus Reid und Victor Lewis auf. 1980 wirkte an Kip Hanrahans Produktion Coup de Tete mit, 1983 war er an der Produktion Impressions of Charles Mingus des Teo Macero Orchestra beteiligt, 1988 spielte er in Julius Hemphills Big Band, in der Jerry Gonzalez Band und bei Kenny Barron (Live at fat Tuesday's). 1989 wirkte er an Abdullah Ibrahims Album African River mit und spielte bei Louis Hayes (Una Max).
In den 1990er Jahren spielte er mit McCoy Tyner, Craig Harris (F-Stops), erneut 1994 mit Kenny Barron und Jerry Gonzalez, 1997 mit Larry Willis. Von 1993 an war er regelmäßig an Projekten der Mingus Big Band wie Gunslinging Birds von 1994 beteiligt.
John Stubblefield starb an Prostatakrebs.
Sein Stil wird von Richard Cook mit David Murray verglichen.

## Diskographische Hinweise
- Confessin'  (Soul Note, 1984) mit Cecil Bridgewater
- Bushman Song (Enja, 1986) mit Geri Allen
- Countin’ the Blues (Enja, 1987) mit Hamiet Bluiett
- African River (1989) mit Abdullah Ibrahim
- Sophisticated Funk (1990), u. a. mit Harry Whitaker, Barry Finnerty, Benjamin Brown
- Morning Song (Enja, 1993) mit George Cables